# Союз Т-3
«Союз Т-3» — пилотируемый космический корабль.

## Параметры полёта
- Масса аппарата — 6,85 т.
- Наклонение орбиты — 51,6°.
- Период обращения — 88,7 мин.
- Перигей — 200 км.
- Апогей — 251 км.

## Основной экипаж
- Командир корабля — Леонид Кизим (1-й космический полёт)
- Бортинженер корабля — Олег Макаров (3-й полёт)
- Космонавт-исследователь — Геннадий Стрекалов (1-й полёт)

К полёту изначально готовился экипаж в составе Л. Д. Кизим — О. Г. Макаров — К. П. Феоктистов. Однако в октябре 1980 года К. Феоктистов был отстранён от подготовки по состоянию здоровья и заменён Г. Стрекаловым, готовившимся в дублирующем экипаже. На место Стрекалова был назначен В. Савиных.

## Дублирующий экипаж
- Командир корабля — Василий Лазарев
- Бортинженер корабля — Виктор Савиных
- Космонавт-исследователь — Валерий Поляков

## Резервный экипаж
- Командир корабля — Юрий Исаулов
- Бортинженер корабля — Николай Рукавишников
- Космонавт-исследователь — Михаил Потапов

## Описание полёта
Цель полёта — испытание космического корабля «Союз Т» в варианте с тремя космонавтами на борту. Впервые после гибели экипажа корабля «Союз-11» в июне 1971 года экипаж «Союза» состоял из трёх космонавтов. Программой полёта корабля «Союз Т-3» предусматривалась стыковка с орбитальной космической станцией «Салют-6» и проведение ремонтных работ на станции.
В это время станция была необитаемой.
Стыковка корабля «Союз Т-3» со станцией состоялась 28 ноября в 15:54 UTC. В космосе был образован комплекс «Союз Т-3» — «Салют-6» — «Прогресс-11». Грузовой корабль «Прогресс-11» отстыковался от станции 9 декабря в 10:23 UTC.
На станции космонавты проводили научные эксперименты на установках «Сплав» и «Кристалл», также проводили наблюдения за биологическими объектами в установках «Светоблок» и «Оазис». Космонавты установили на станции новые приборы в системе терморегулирования и заменили электронную систему управления телеметрии. Космонавты также заменили приборы системы управления станции и блок электропитания компрессора системы перекачки топлива. Расстыковка корабля «Союз Т-3» и станции «Салют-6» состоялась 10 декабря в 06:10 UTC.